# Окронгле (Люблінське воєводство)
Окронгле (пол. Okrągłe) — село в Польщі, у гміні Білгорай Білгорайського повіту Люблінського воєводства.
Населення — 374 особи (2011).
У 1975-1998 роках село належало до Замойського воєводства.

## Демографія
Демографічна структура станом на 31 березня 2011 року:
|          | Загалом | Допрацездатний вік | Працездатний вік | Постпрацездатний вік |
| -------- | ------- | ------------------ | ---------------- | -------------------- |
| Чоловіки | 182     | 42                 | 127              | 13                   |
| Жінки    | 192     | 36                 | 126              | 30                   |
| Разом    | 374     | 78                 | 253              | 43                   |